# Portavoce del governo francese
La missione del portavoce del governo  è, per delega del Primo ministro, di "riferire sul lavoro del consiglio dei ministri, e più in generale, di esercitare una missione generale di informazione sulle attività del governo". Per fare ciò, è disponibile il servizio di informazioni governative.
Il portavoce può avere un'altra funzione nel governo (indipendentemente dalla posizione gerarchica - può essere ministro, vice ministro o segretario di stato), ma non necessariamente, nel qual caso è il segretario di stato del Primo ministro.
La sede del portavoce del governo è presso l'Hôtel de Cassini, in rue de Babylone 32, nel VII arrondissement di Parigi.

## Elenco
| Inizio                                 | Fine                           | Portavoce                      | Altro portafoglio                                                                              | Decreto d'attribuzione         | Governo                        |                                |                                |
| Presidenza di Georges Pompidou         | Presidenza di Georges Pompidou | Presidenza di Georges Pompidou | Presidenza di Georges Pompidou                                                                 | Presidenza di Georges Pompidou | Presidenza di Georges Pompidou | Presidenza di Georges Pompidou | Presidenza di Georges Pompidou |
| -------------------------------------- | ------------------------------ | ------------------------------ | ---------------------------------------------------------------------------------------------- | ------------------------------ | ------------------------------ | ------------------------------ | ------------------------------ |
| 20 giugno 1969                         | 15 maggio 1972                 | Léo Hamon                      | —                                                                                              |                                | Chaban-Delmas                  |                                |                                |
| 15 maggio 1972                         | 5 luglio 1972                  | Jean-Philippe Lecat            | —                                                                                              | [ 1 ]                          | Chaban-Delmas                  |                                |                                |
| 6 luglio 1972                          | 5 aprile 1973                  | Jean-Philippe Lecat            | —                                                                                              | [ 1 ]                          | Messmer I                      |                                |                                |
| 5 aprile 1973                          | 1º marzo 1974                  |                                |                                                                                                |                                | Messmer II                     |                                |                                |
| 1º marzo 1974                          | 27 maggio 1974                 |                                |                                                                                                |                                | Messmer III                    |                                |                                |
| Presidenza di Valéry Giscard d'Estaing |                                |                                |                                                                                                |                                |                                |                                |                                |
| 28 maggio 1974                         | 25 agosto 1976                 | André Rossi                    | —                                                                                              |                                | Chirac I                       |                                |                                |
| 29 agosto 1976                         | 29 marzo 1977                  |                                |                                                                                                |                                | Barre I                        |                                |                                |
| 29 marzo 1977                          | 31 marzo 1978                  |                                |                                                                                                |                                | Barre II                       |                                |                                |
| 31 marzo 1978                          | 22 maggio 1981                 |                                |                                                                                                |                                | Barre III                      |                                |                                |
| Presidenza di François Mitterrand      |                                |                                |                                                                                                |                                |                                |                                |                                |
| 22 maggio 1981                         | 23 giugno 1981                 |                                |                                                                                                |                                | Mauroy I                       |                                |                                |
| 23 giugno 1981                         | 23 marzo 1983                  |                                |                                                                                                |                                | Mauroy II                      |                                |                                |
| 23 marzo 1983                          | 18 giugno 1984                 | Max Gallo                      | —                                                                                              | [ 2 ]                          | Mauroy III                     |                                |                                |
| 18 giugno 1984                         | 17 luglio 1984                 | Roland Dumas                   | Ministro degli affari europei                                                                  | [ 3 ]                          | Mauroy III                     |                                |                                |
| 17 luglio 1984                         | 7 dicembre 1984                | Roland Dumas                   | Ministro degli affari europei                                                                  | [ 3 ]                          | Fabius                         |                                |                                |
| 7 dicembre 1984                        | 20 marzo 1986                  | Georgina Dufoix                | Ministro degli affari sociali e della solidarietà nazionale                                    | [ 4 ]                          | Fabius                         |                                |                                |
| 20 marzo 1986                          | 10 maggio 1988                 | Alain Juppé                    | Ministro delegato al bilancio                                                                  |                                | Chirac II                      |                                |                                |
| 10 maggio 1988                         | 23 giugno 1988                 |                                |                                                                                                |                                | Rocard I                       |                                |                                |
| 23 giugno 1988                         | 14 febbraio 1989               | Claude Évin                    | Ministro della solidarietà, della salute e della protezione sociale                            | [ 5 ]                          | Rocard II                      |                                |                                |
| 14 febbraio 1989                       | 15 maggio 1991                 | Louis Le Pensec                | Ministro dei dipartimenti e territori d'oltre mare                                             |                                | Rocard II                      |                                |                                |
| 15 maggio 1991                         | 31 marzo 1992                  | Jack Lang                      | Ministro della cultura e della comunicazione                                                   | [ 6 ]                          | Cresson                        |                                |                                |
| 2 aprile 1992                          | 2 ottobre 1992                 | Martin Malvy                   | Segretario di Stato per le relazioni con il Parlamento                                         | [ 7 ]                          | Bérégovoy                      |                                |                                |
| 2 ottobre 1992                         | 28 marzo 1993                  | Louis Mermaz                   | Ministro dei rapporti con il Parlamento                                                        | [ 8 ]                          | Bérégovoy                      |                                |                                |
| 29 marzo 1993                          | 19 gennaio 1995                | Nicolas Sarkozy                | Ministro del bilancio                                                                          | [ 9 ]                          | Balladur                       |                                |                                |
| 19 gennaio 1995                        | 16 maggio 1995                 | Philippe Douste-Blazy          | Ministro delegato alla salute                                                                  |                                | Balladur                       |                                |                                |
| Presidenza di Jacques Chirac           |                                |                                |                                                                                                |                                |                                |                                |                                |
| 17 maggio 1995                         | 7 novembre 1995                | François Baroin                | —                                                                                              | [ 10 ]                         | Juppé I                        |                                |                                |
| 7 novembre 1995                        | 2 giugno 1997                  | Alain Lamassoure               | Ministro delegato al bilancio                                                                  | [ 11 ]                         | Juppé II                       |                                |                                |
| 4 giugno 1997                          | 30 marzo 1998                  | Catherine Trautmann            | Ministro della cultura e della comunicazione                                                   | [ 12 ]                         | Jospin                         |                                |                                |
| 30 marzo 1998                          | 6 maggio 2002                  | (*)                            |                                                                                                |                                | Jospin                         |                                |                                |
| 6 maggio 2002                          | 17 giugno 2002                 | Jean-François Copé             | Segretario di Stato per i rapporti con il Parlamento                                           | [ 13 ]                         | Raffarin I                     |                                |                                |
| 17 giugno 2002                         | 30 marzo 2004                  | Jean-François Copé             | Segretario di Stato per i rapporti con il Parlamento                                           | [ 14 ]                         | Raffarin II                    |                                |                                |
| 30 marzo 2004                          | 29 novembre 2004               | Jean-François Copé             | Ministro delegato all'interno                                                                  | [ 15 ]                         | Raffarin III                   |                                |                                |
| 29 novembre 2004                       | 31 maggio 2005                 | Jean-François Copé             | Ministro delegato al bilancio e alla riforma budgetaria                                        | [ 16 ] [ 17 ]                  | Raffarin III                   |                                |                                |
| 31 maggio 2005                         | 15 maggio 2007                 | Jean-François Copé             | Ministro delegato al bilancio e alla riforma dello Stato                                       | [ 18 ]                         | de Villepin                    |                                |                                |
| Presidenza di Nicolas Sarkozy          |                                |                                |                                                                                                |                                |                                |                                |                                |
| 18 maggio 2007                         | 18 giugno 2007                 | Christine Albanel              | Ministro della cultura e della comunicazione                                                   | [ 19 ]                         | Fillon I                       |                                |                                |
| 19 giugno 2007                         | 18 marzo 2008                  | Laurent Wauquiez               | —                                                                                              | [ 20 ]                         | Fillon II                      |                                |                                |
| 18 marzo 2008                          | 23 giugno 2009                 | Luc Chatel                     | Segretario di Stato per l'industria e il consumo                                               | [ 21 ]                         | Fillon II                      |                                |                                |
| 23 giugno 2009                         | 13 novembre 2010               | Luc Chatel                     | Ministro dell'educazione nazionale                                                             | [ 22 ]                         | Fillon II                      |                                |                                |
| 14 novembre 2010                       | 29 giugno 2011                 | François Baroin                | Ministro del bilancio, dei conti pubblici, della funzione pubblica e della riforma dello Stato | [ 23 ]                         | Fillon III                     |                                |                                |
| 29 giugno 2011                         | 10 maggio 2012                 | Valérie Pécresse               | Ministro del bilancio, dei conti pubblici, della funzione pubblica e della riforma dello Stato | [ 23 ]                         | Fillon III                     |                                |                                |
| Presidenza di François Hollande        |                                |                                |                                                                                                |                                |                                |                                |                                |
| 16 maggio 2012                         | 18 giugno 2012                 | Najat Vallaud-Belkacem         | Ministro dei diritti delle donne                                                               | [ 24 ]                         | Ayrault I                      |                                |                                |
| 21 giugno 2012                         | 31 marzo 2014                  | Najat Vallaud-Belkacem         | Ministro dei diritti delle donne                                                               | [ 24 ]                         | Ayrault II                     |                                |                                |
| 2 aprile 2014                          | 25 agosto 2014                 | Stéphane Le Foll               | Ministro dell'agricoltura, dell'agroalimentare e delle foreste                                 | [ 25 ]                         | Valls I                        |                                |                                |
| 26 agosto 2014                         | 6 dicembre 2016                | Stéphane Le Foll               | Ministro dell'agricoltura, dell'agroalimentare e delle foreste                                 | [ 25 ]                         | Valls II                       |                                |                                |
| 6 dicembre 2016                        | 10 maggio 2017                 | Stéphane Le Foll               | Ministro dell'agricoltura, dell'agroalimentare e delle foreste                                 | [ 25 ]                         | Cazeneuve                      |                                |                                |
| Presidenza di Emmanuel Macron          |                                |                                |                                                                                                |                                |                                |                                |                                |
| 17 maggio 2017                         | 19 giugno 2017                 | Christophe Castaner            | Segretario di Stato per i rapporti con il Parlamento                                           | [ 26 ]                         | Philippe I                     |                                |                                |
| 21 giugno 2017                         | 24 novembre 2017               | Christophe Castaner            | Segretario di Stato per i rapporti con il Parlamento                                           | [ 26 ]                         | Philippe II                    |                                |                                |
| 24 novembre 2017                       | 27 marzo 2019                  | Benjamin Griveaux              | —                                                                                              | [ 27 ]                         | Philippe II                    |                                |                                |
| 1º aprile 2019                         | 6 luglio 2020                  | Sibeth Ndiaye                  | —                                                                                              | [ 28 ]                         | Philippe II                    |                                |                                |
| 6 luglio 2020                          | 20 maggio 2022                 | Gabriel Attal                  | —                                                                                              | [ 29 ]                         | Castex                         |                                |                                |
| 20 maggio 2022                         | 4 luglio 2022                  | Olivia Grégoire                | —                                                                                              |                                | Borne                          |                                |                                |
| 4 luglio 2022                          | 11 gennaio 2024                | Olivier Véran                  | Ministro delegato al rinnovamento democratico                                                  |                                | Borne                          |                                |                                |
| 11 gennaio 2024                        | in carica                      | Prisca Thevenot                | Ministro delegato al rinnovamento democratico                                                  |                                | Attal                          |                                |                                |